# Protéase à cystéine
Une protéase à cystéine, ou parfois protéase à thiol, est une peptidase dont le résidu d'acide aminé nucléophile de la triade (ou diade) catalytique est une cystéine. Comme toutes les peptidases, ces enzymes catalysent l'hydrolyse de certaines liaisons peptidiques de protéines. On trouve couramment de telles enzymes dans les fruits, par exemple la papaye, l'ananas, la figue et le kiwi, leur concentration tendant à être plus élevée lorsque le fruit n'est pas mûr ; on en trouve en fait plus généralement dans un grand nombre de plantes.

## Mécanisme catalytique
La première étape du mécanisme réactionnel catalysé par les protéases à cystéine est la déprotonation du groupe thiol, porté par le résidu de cystéine du site actif, par la chaîne latérale basique d'un acide aminé voisin, généralement un résidu d'histidine.  
L'étape suivante est l'attaque nucléophile de l'atome de carbone constituant le carbonyle du substrat par l'anion sulfure de la cystéine déprotonée. Le fragment N-terminal du substrat est alors libéré, tandis que le résidu d'histidine revient à son état déprotoné et qu'un intermédiaire entre l'enzyme et le reste du substrat est formé par covalence à travers une liaison thioester.
Cette liaison thioester est ensuite hydrolysée, ce qui libère à la fois le fragment C-terminal du substrat et l'enzyme régénérée dans sa forme active.

## Fonctions biologiques
Les protéases à cystéine assurent de multiples fonctions biologiques dans pratiquement tous les aspects de la physiologie et du développement tissulaire. Chez les plantes, elles sont importantes pour la croissance et le développement, ainsi que pour l'accumulation et l'utilisation des protéines stockées notamment dans les graines. Elles sont également impliquées dans des voies métaboliques de signalisation cellulaire ainsi que dans la réponse au stress biotique et abiotique. Chez l'homme, elles interviennent dans le processus de sénescence et d'apoptose, certains types de réponse immunitaire, le traitement des prohormones et le remodelage de la matrice extracellulaire dans le cadre du développement des os. La faculté des macrophages et d'autre cellules à mobiliser à leur surface des protéases à cystéine élastolytiques sous certaines conditions pourrait également accélérer la dégradation du collagène et de l'élastine par exemple au niveau d'une zone inflammatoire d'un athérome.

## Exemples
On peut citer quatre exemples de protéases à cystéine :
- la papaïne
- les cathepsines
- les caspases
- les calpaïnes

## Régulation
Les protéases à cystéine, comme toutes les peptidases, sont fortement régulées afin d'éviter une protéolyse anarchique qui serait désastreuse pour la cellule. Certaines, comme les caspases, sont synthétisées sous forme inactive (les pro-caspases) et doivent être clivées et dimérisées pour être actives, les calpaïnes devant de plus être auto-protéolysées. Elles nécessitent surtout la présence du calcium pour être actives.